# IC 1807
IC 1807 — галактика типу E (еліптична галактика) у сузір'ї Овен.
Цей об'єкт міститься в оригінальній редакції індексного каталогу.